# Galeodes pococki
Galeodes pococki es una especie de arácnido  del orden Solifugae de la familia Galeodidae.

## Distribución geográfica
Se encuentra en Irán y Pakistán.